# Scottova chýše
Scottova chata je 2,74 m vysoká, 15 m dlouhá a 7,6 m široká obdélníková budova nacházející se na severním břehu mysu Evans na ostrově Ross v Antarktidě. Byla rozdělena na samostatné spací a pracovní prostory, oddělené přepážkou z beden na zásoby. Byla postavena v roce 1911 Britskou antarktickou expedicí v letech 1910–1913. Osvětlení bylo acetylenovým plynem a vytápění dalšími kamny na uhlí a/nebo z kuchyně. Následně byla k severní straně hlavní budovy přistavěna stáj, přibližně 15,2 m dlouhá a 4,9 m široká, pro 19 sibiřských poníků. Později byla k chatě přistavěna servisní místnost, přibližně 12,2 m dlouhá a 3,7 m široká.
Od roku 1917 je opuštěná. Pokrytá sněhem a ledem byla v roce 1956 vykopána americkou výzkumnou expedicí. Scottova chata je označeným historickým místem nebo památníkem. Od roku 2008 je na seznamu světového dědictví.